# Chloraea grandiflora
Chloraea grandiflora là một loài thực vật có hoa trong họ Lan. Loài này được Poepp. mô tả khoa học đầu tiên năm 1833.